# 3. září
3. září je 246. den roku podle gregoriánského kalendáře (247. v přestupném roce). Do konce roku zbývá 119 dní.

## Události

### Česko
- 1335 – V uherském Vyšehradě byla uzavřena mírová smlouva mezi českým králem Janem Lucemburským a maďarským králem Karlem Robertem z Anjou.
- 1448 – Vůdce českých kališníků Jiří z Poděbrad se svými ozbrojenými oddíly dobyl Prahu, do té doby ovládanou katolíky vedenými Oldřichem  II. z Rožmberka a Menhartem z Hradce.
- 1547 – V Praze skončil bartolomějský Český zemský sněm (konal se od 23. srpna, který mj. schválil všestranné posílení královské moci na úkor stavů, později zakotvené v novelizovaném zemském zřízení.
- 1981 – Při důlním neštěstí na hlubinném dole Pluto v Louce u Litvínova zahynulo 65 horníků.
- 1996 – Prezident republiky Václav Havel slavnostně otevřel nový výrobní závod Škoda Auto v Mladé Boleslavi, kde byla téhož dne oficiálně zahájena sériová výroba automobilu Škoda Octavia, prvního vozu Škoda využívajícího platformu koncernu Volkswagen.
- 2004 –  Karel Hoffmann, jediný politik odsouzený za činy související s okupací Československa v srpnu 1968, byl propuštěn z vězení.
- 2015 – Prezident Miloš Zeman odletěl do Číny na oslavy konce II. světové války; oproti podobné akci v Rusku se zde zúčastnil i vojenské přehlídky.

### Svět
- 0036 př. n. l. – Vítězství floty vedené Marcem Vipsaniem Agrippou nad loděmi Sexta Pompeiua v  námořní bitvě u Naulochus ukončilo pompejské povstání, vyvolané odporem k druhému triumvirátu.
- 0301 – Kameník Marinus na hoře Monte Titano nedaleko Rimini začal stavět kostelík, který se stal základem budoucí nezávislé republiky uvnitř Itálie San Marino, nejmenší a nejstarší republiky na světě.
- 0863 – Významné vítězství byzantské armády v bitvě u Lalakaon (dnešní Turecko), kde odrazila nájezdy arabských nájezdníků.
- 1650 – Ve třetí anglické občanské válce porazil Cromwell skotskou královskou armádu v bitvě u Dunbaru, což mu otevřelo cestu do Edinburghu.
- 1651 – Konec Anglické občanské války.
- 1783 – Americká válka za nezávislost formálně skončila pařížským mírem podepsaným Spojenými státy americkými a Spojeným královstvím.
- 1913 – V Severním ledovém oceánu objevila ruská expedice souostroví Severní země.
- 1939
  - Polský prezident Ignacy Mościcki vydal dekret o vytvoření Legie Čechů a Slováků.
  - V reakci na německou agresi vůči Polsku vyhlásily Francie, Velká Británie, Nový Zéland a Austrálie válku nacistickému Německu.
- 1944
  - Spojenecká vojska osvobodila Brusel.
  - Německá dívka židovského původu Anna Franková, autorka slavného deníku, byla s rodinou odvezena do koncentračního tábora Osvětim
- 1967 – Po dlouhé převýchově švédských řidičů se přes noc změnila pravidla silničního provozu ve Švédsku - od rána se jezdí vpravo.
- 2004 – Beslanský školní masakr skončil smrtí více než 330 lidí, převážně dětí a jejich učitelů.

## Narození

### Česko

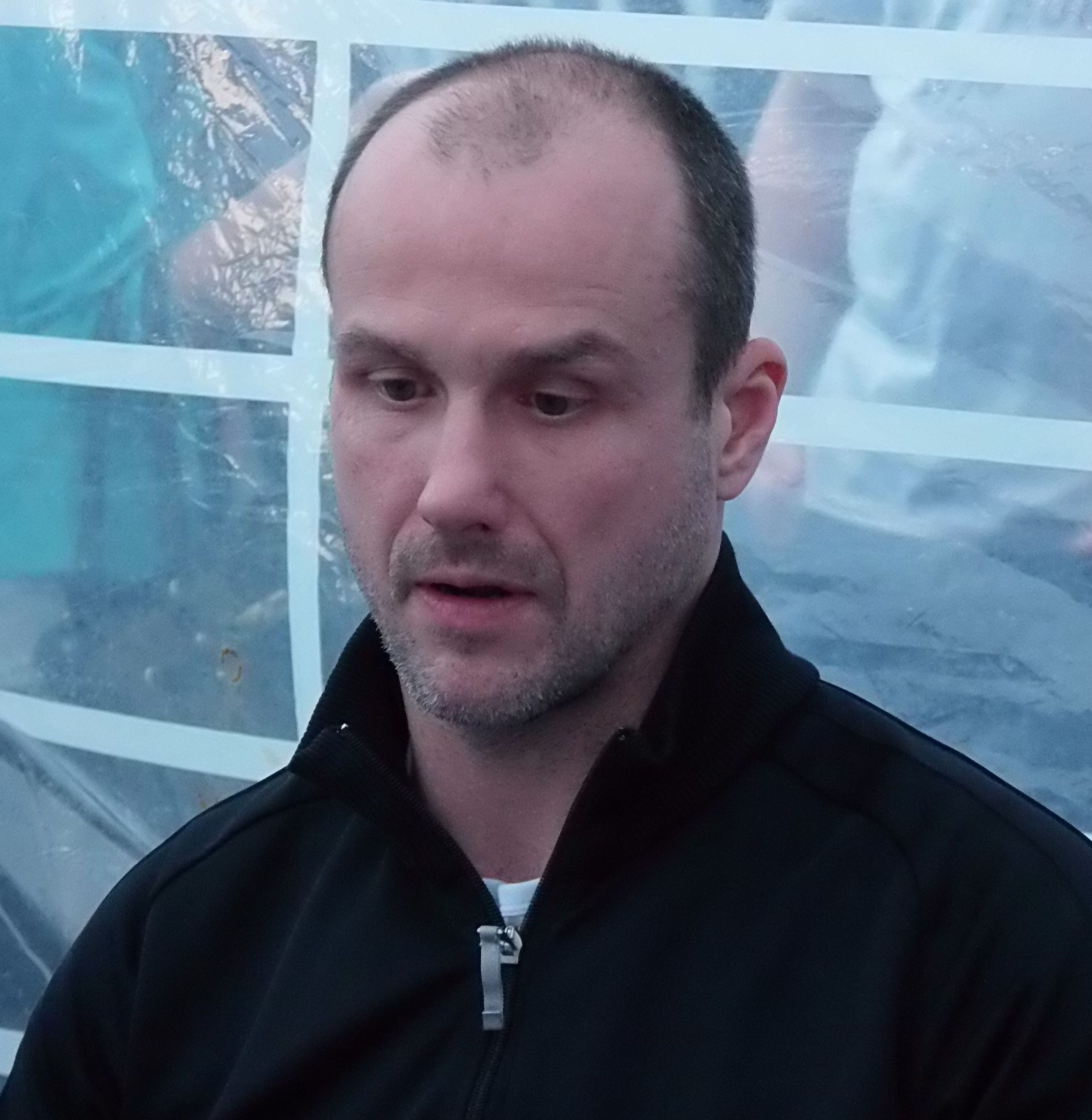
Martin Straka (* 1972)

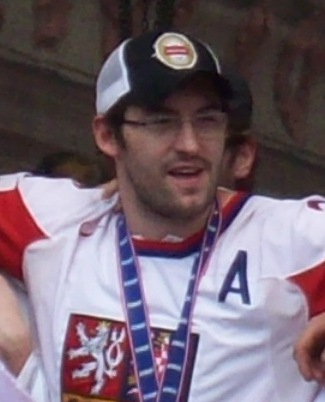
Petr Čáslava (* 1979)

- 1743 – Josef Bohumír Mikan, lékař, botanik, rektor Karlovy univerzity († 7. srpna 1814)
- 1771 – Kristián Kryštof Clam-Gallas, šlechtic a vlastenec († 21. srpna 1838)
- 1786 – Jan Hýbl, prozaik a básník († 14. května 1834)
- 1799 – Fridrich Hannibal z Thurn-Taxisu, rakouský generál a šlechtic z české větve Thurn-Taxisů († 17. ledna 1857)
- 1829 – Antonín Gindely, historik († 27. října 1892)
- 1859 – Josef Beneš, český matematik († 27. prosince 1927)
- 1875 – Ferdinand Porsche, německý automobilový konstruktér († 30. ledna 1951)
- 1878 – Hanuš Jelínek, básník, divadelní kritik, překladatel († 27. dubna 1944)
- 1895 – František Bidlo, český kreslíř, karikaturista († 9. května 1945)
- 1896
  - Otto Heller, český kameraman († 17. února 1970)
  - Otakar Levý, český literární historik a překladatel († 7. října 1946)
- 1922 – Zora Rozsypalová, herečka († 23. ledna 2010)
- 1927 – Zdeněk Palcr, sochař, restaurátor, výtvarný teoretik a typograf († 12. července 1996)
- 1929
  - Ludvík Ráža, režisér a scenárista († 4. října 2000)
  - Vladimír Čermák, právník († 21. července 2004)
- 1932 – Richard Mihula, režisér († 27. dubna 1992)
- 1938 – Jiří Šašek, disident, signatář Charty 77 († 22. listopadu 1990)
- 1941 – František Vyskočil, český neurofyziolog
- 1943 – Michal Kudělka, akademický malíř, ilustrátor, grafik, typograf a pedagog († 12. srpna 2001)
- 1948 – Pavel Bělina, český historik
- 1951 – Zdeněk Zapletal, spisovatel
- 1952 – Alexander Hemala, televizní moderátor a hlasatel
- 1953 – Rostislav Sionko, český fotbalista, útočník a fotbalový trenér
- 1955
  - Marta Hrachovinová, herečka
  - Vladimír Šlajch, český stavitel varhan
  - Blanka Táborská, zpěvačka
- 1972 – Martin Straka, hokejista
- 1978 – Michal Rozsíval, hokejista
- 1979 – Petr Čáslava, hokejista

### Svět

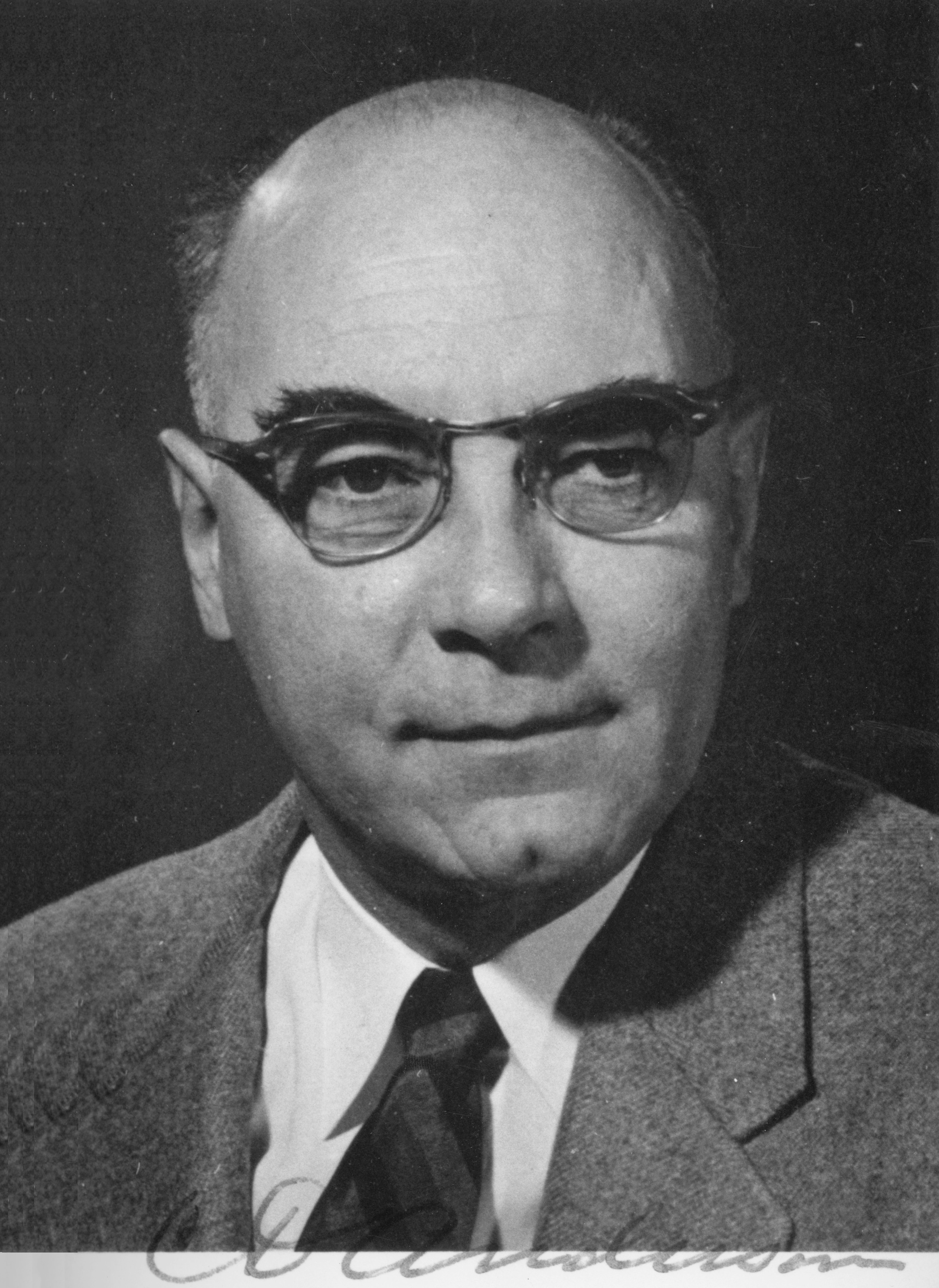
Carl David Anderson (* 1905)

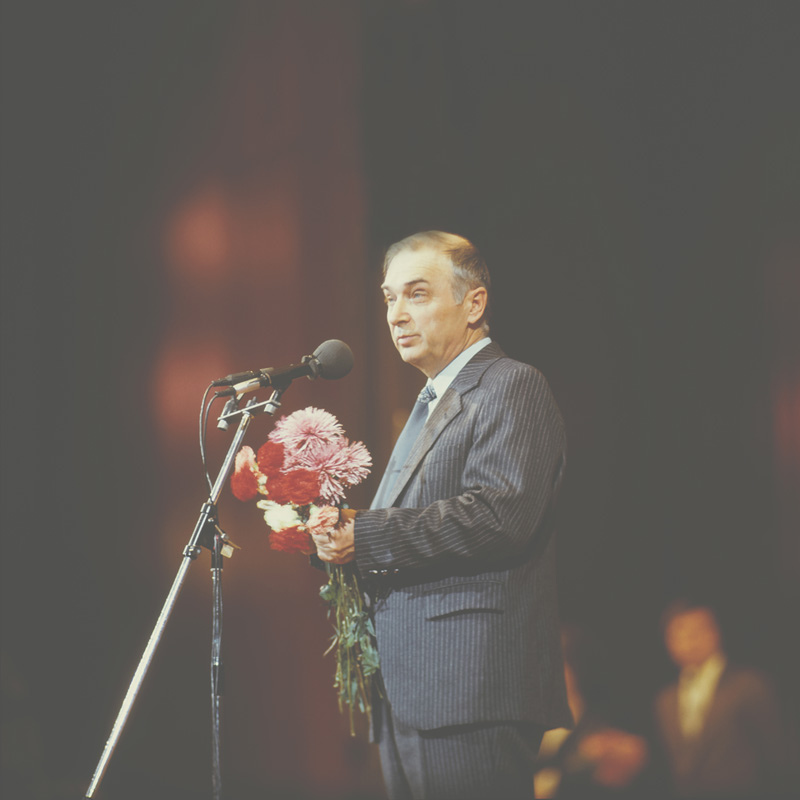
Ion Druce (* 1928)

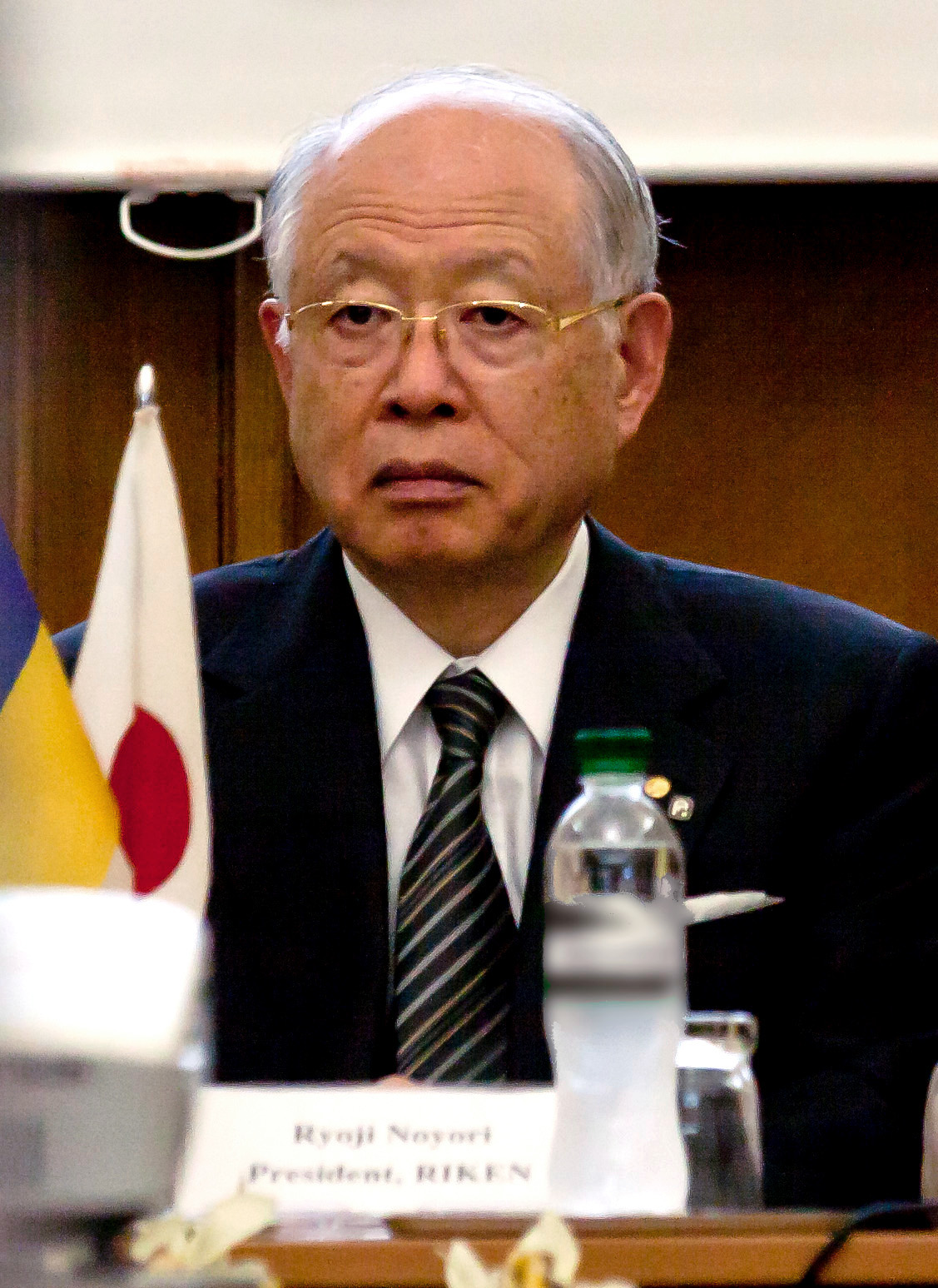
Rjódži Nojori (* 1938)

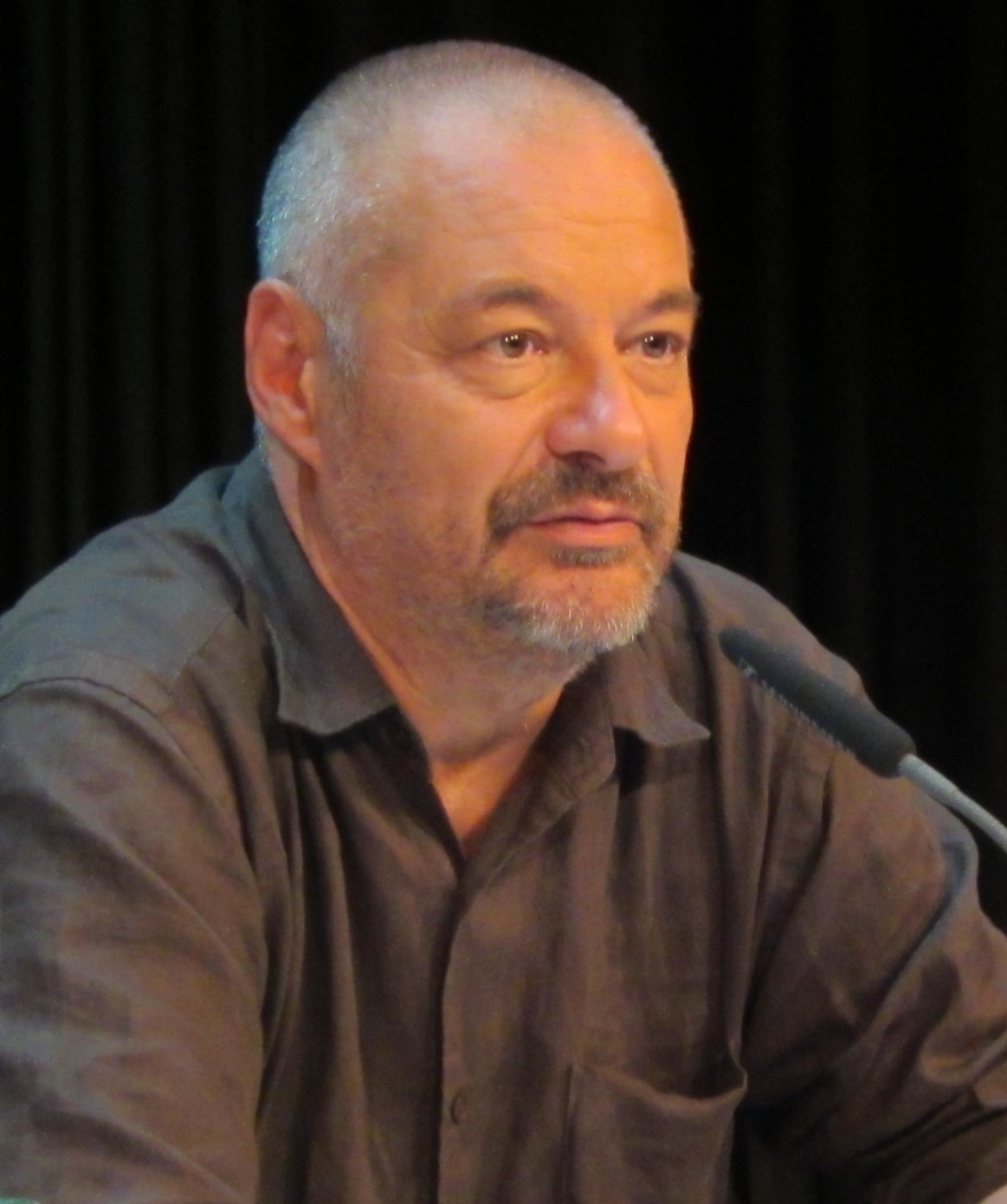
Jean-Pierre Jeunet (* 1953)

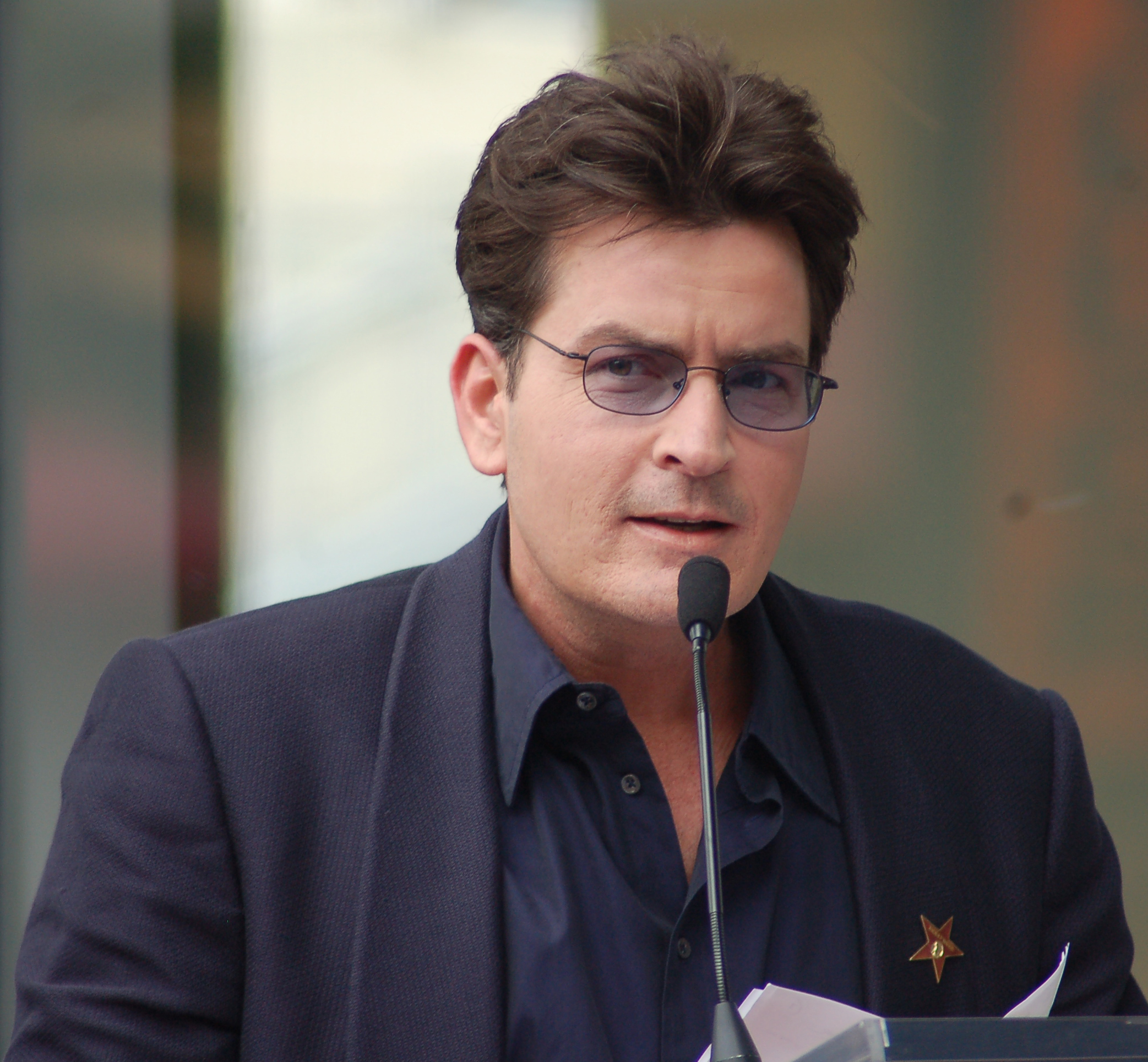
Charlie Sheen (* 1965)

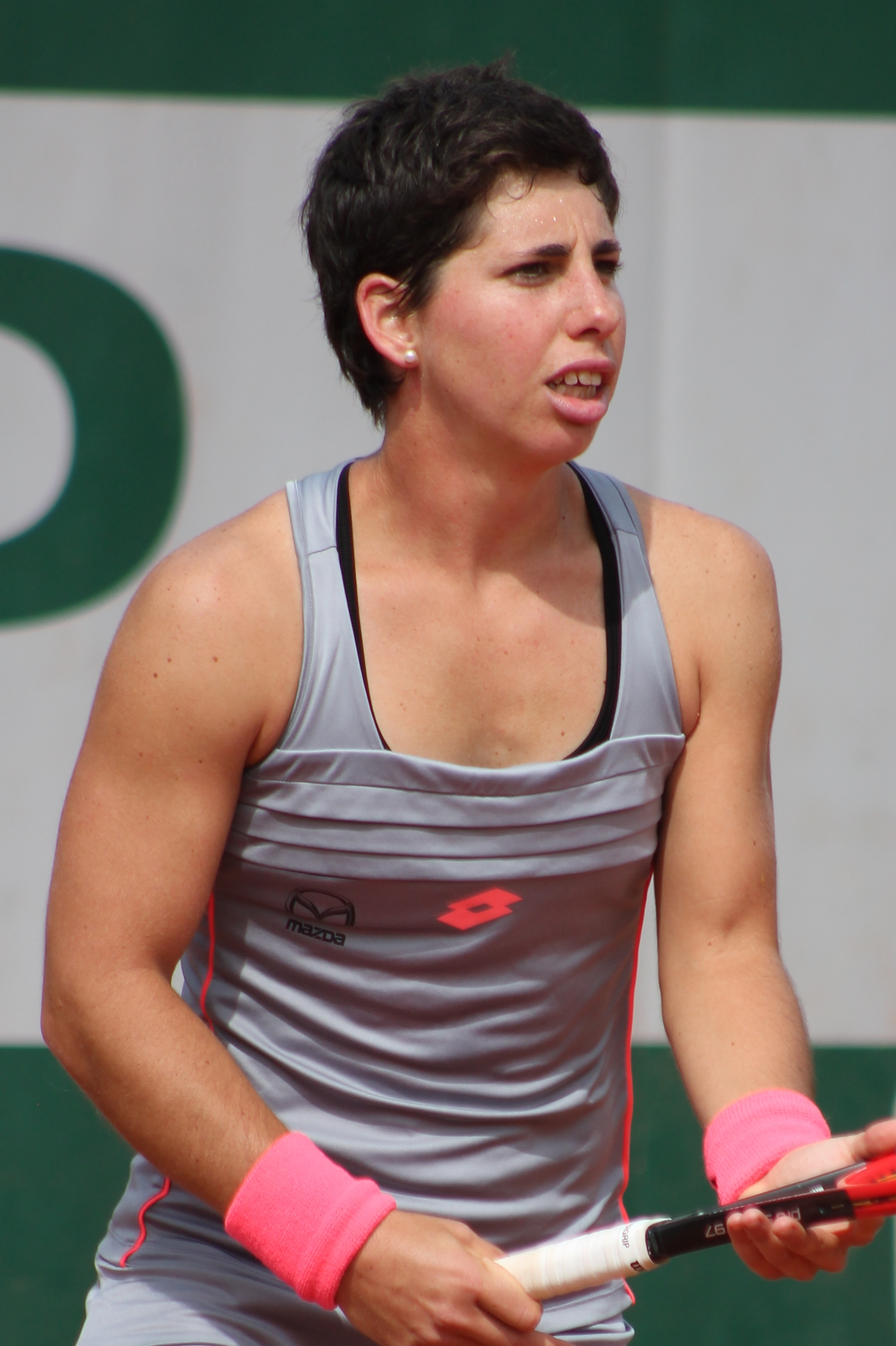
Carla Suárezová Navarrová (* 1988)

- 1034 – Go-Sandžó, japonský císař († 15. června 1073)
- 1549 – Jeanne de Laval, paní de Senneterre, milenka francouzského krále Jindřicha III. († 1586)
- 1617 – Roshanara Begum, druhá dcera mughalského císaře Šáhdžahána († 11. září 1671)
- 1668 – Alžběta Meklenburská, meklenburská princezna († 25. srpna 1738)
- 1685 – Charles Paulet, 3. vévoda z Boltonu, britský generál a šlechtic († 26. srpna 1754)
- 1695 – Pietro Locatelli, italský houslista a hudební skladatel († 30. března 1764)
- 1734 – Joseph Wright of Derby, anglický malíř († 28. srpna 1797)
- 1781 – Evžen de Beauharnais, francouzský velkovévoda († 21. února 1824)
- 1814 – James Joseph Sylvester, anglický matematik († 15. března 1897)
- 1826 – Alberto Pasini, italský malíř († 15. prosince 1899)
- 1841 – Michailo Drahomanov, ukrajinský ekonom, historik, filozof, anarchista a etnograf († 2. července 1895)
- 1851 – Olga Konstantinovna Romanovová, řecká královna († 18. června 1926)
- 1856 – Louis Sullivan, americký architekt († 14. dubna 1924)
- 1858 – Francis Preserved Leavenworth, americký astronom († 12. listopadu 1928)
- 1859 – Jean Jaurès, francouzský filosof, historik a politik († 31. července 1914)
- 1863 – Hans Aanrud, norský spisovatel († 11. ledna 1953)
- 1866 – John Ellis McTaggart, anglický filozof († 18. ledna 1925)
- 1868
  - Mary Parker Follettová, americká průkopnice managementu († 18. prosince 1933)
  - Adolf de Meyer, německý fotograf († 6. ledna 1946)
- 1869 – Fritz Pregl, rakouský chemik slovinského původu, nositel Nobelovy ceny za chemii († 13. prosince 1930)
- 1872 – Friedrich Leo von Rottenberger, rakouský zahradník a zahradní architekt († 27. března 1938)
- 1875
  - Raoul Le Mat, americký filmový režisér a švédský hokejový trenér († 15. února 1947)
  - Ferdinand Porsche, konstruktér automobilů († 30. ledna 1951)
- 1878
  - Dorothea Douglassová Chambersová, anglická tenistka, olympijská vítězka († 7. ledna 1960)
  - Marie imakuláta Toskánská, rakouská arcivévodkyně a vévodkyně württemberská († 25. listopadu 1968)
- 1887 – Ludwig Gies, německý sochař († 27. ledna 1966)
- 1894 – Helmut Richard Niebuhr, americký křesťanský teolog († 5. července 1962)
- 1899 – Marie Anna Braganzská, portugalská infantka († 23. června 1971)
- 1900 – Urho Kaleva Kekkonen, finský politik († 31. srpna 1986)
- 1905
  - Carl David Anderson, americký fyzik, Nobelova cena za fyziku 1936 († 11. ledna 1991)
  - Nechama Leibowitz, izraelská biblistka († 12. dubna 1997)
  - Wilhelm Kamlah, německý filosof († 24. září 1976)
- 1909 – Janez Hribar, slovinský komunista, politik a národní hrdina († 23. říjen 1967)
- 1910 – Maurice Papon, francouzský politik († 17. února 2007)
- 1915 – Memphis Slim, americký bluesový zpěvák a klavírista († 24. února 1988)
- 1916 – Trigger Alpert, americký kontrabasista a fotograf († 22. prosince 2013)
- 1917 – Peter Baláž, slovenský fyzik († 1. června 1998)
- 1921 – Jozef Schek, slovenský výtvarník († 22. srpna 2013)
- 1928
  - Ion Druce, moldavský spisovatel († 28. září 2023)
  - Danuta Siedzikówna, polská zdravotní sestra, popravená komunisty († 28. srpna 1946)
  - Gaston Thorn, lucemburský politik († 26. srpna 2007)
- 1929 – Dorothee Sölleová, německá protestantská teoložka († 27. dubna 2003)
- 1930 – Jorge Ángel Livraga Rizzi, italský filozof a spisovatel († 7. října 1991)
- 1931
  - Samir Amin, egyptský marxistický ekonom († 12. srpna 2018)
  - Michael Fisher, anglický fyzik († 26. listopadu 2021)
  - Fritz J. Raddatz, německý spisovatel a novinář († 26. února 2015)
- 1932
  - Eileen Brennanová, americká herečka († 28. července 2013)
  - Mickey Roker, americký jazzový bubeník († 22. května 2017)
- 1934 – Freddie King, americký kytarista a zpěvák († 28. prosince 1976)
- 1936 – Zín Abidín bin Alí, druhý prezident Tuniska († 19. září 2019)
- 1938 – Rjódži Nojori, japonský chemik, Nobelova cena za chemii 2001
- 1940
  - Eduardo Galeano, uruguayský novinář a spisovatel († 13. dubna 2015)
  - Shadow Morton, americký hudební producent a skladatel († 14. února 2013)
- 1941 – Sergej Dovlatov, ruský spisovatel a novinář († 24. srpna 1990)
- 1942 – Al Jardine, americký zpěvák a kytarista, člen skupiny The Beach Boys
- 1947
  - Eric Bell, irský rockový kytarista
  - Kjell Magne Bondevik, norský premiér
  - Mario Draghi, guvernér Evropské centrální banky
  - Gérard Houllier, francouzský fotbalový trenér († 14. prosince 2020)
- 1948
  - Don Brewer, bubeník americké rockové skupiny Grand Funk Railroad
  - Levy Mwanawasa, zambijský politik († 19. srpna 2008)
- 1953 – Jean-Pierre Jeunet, francouzský filmový režisér
- 1954 – Jaak Uudmäe, estonský olympijský vítěz v trojskoku
- 1955 – Steve Jones, anglický rockový kytarista, zpěvák a herec
- 1959 – Merritt Butrick, americký herec († 17. března 1989)
- 1961 – Andy Griffiths, australský spisovatel
- 1963 – Johan Theorin, švédský spisovatel
- 1964 – Adam Curry, televizní hlasatel a podnikatel
- 1965 – Charlie Sheen, americký herec
- 1972 – Markus Reuter, německý hudebník
- 1975 – Stefan Kendal Gordy, člen skupiny LMFAO
- 1976 – Jaroslav Obšut, slovenský hokejista
- 1977 – Olof Mellberg, švédský fotbalista
- 1979 – Tomislav Miličević, americký herec a hudebník, kytarista skupiny 30 Seconds to Mars
- 1980 – Jennie Finchová, americká softballistka
- 1983 – Augusto Farfus, brazilský automobilový závodník
- 1984
  - Garrett Hedlund, americký herec
  - Paz de la Huerta, americká herečka
- 1986 – Shaun White, americký snowboardista
- 1988 – Carla Suárezová Navarrová, španělská tenistka

## Úmrtí

### Česko

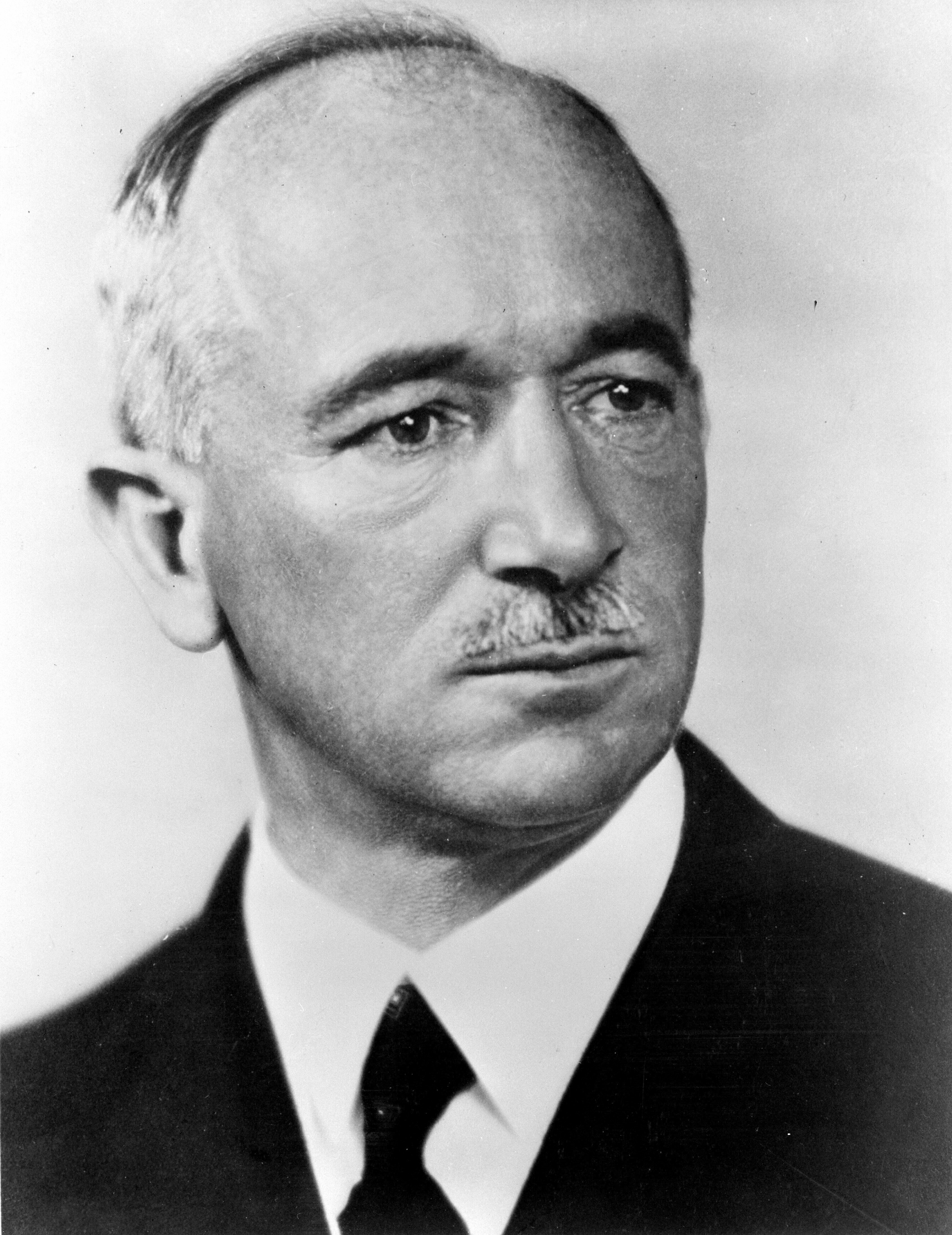
Edvard Beneš († 1948)

- 1313 – Anna Přemyslovna, česká královna (* 15. října 1290)
- 1608 – Guillen de San Clemente, španělský politik, voják a velvyslanec v Praze, zemřel v Praze (* 1539)
- 1826 – Jan Petr Cerroni, historik a archivář (* 15. května 1753)
- 1871 – Václav Emanuel Horák, varhaník, hudební skladatel a pedagog (* 1. ledna 1800)
- 1904 – Ludvík Peer, český violoncellista (* 4. srpna 1847)
- 1924 – Franz Tattermusch, poslanec Českého zemského sněmu (* ? 1841)
- 1932 – Miloš Nový, český herec, režisér a divadelní ředitel (* 16. února 1879)
- 1940 – František Černý, český kontrabasista a hudební skladatel (* 23. ledna 1861)
- 1945 – Jindřich Seidl, hudební skladatel (* 6. března 1883)
- 1947 – Václav Hazuka, český teolog (* 22. září 1875)
- 1948 – Edvard Beneš, československý prezident (* 28. května 1884)
- 1951 – Josef Křovák, český geodet (* 12. října 1884)
- 1956 – Viktor Trkal, český fyzik (* 14. srpna 1888)
- 1957 – Otto Ušák, český malíř a přírodovědný ilustrátor (* 28. prosince 1892)
- 1961 – J. M. Troska, český spisovatel (* 3. srpna 1881)
- 1963 – Dominik Čipera, československý politik, ministr veřejných prací, starosta Zlína (* 3. srpna 1893)
- 1966 – František Cinek, kněz, profesor dogmatiky v Olomouci (* 20. července 1888)
- 1975 – Ladislav Riedl Německobrodský, lékař a spisovatel (* 28. března 1902)
- 1976 – Hermína Vojtová, česká herečka (* 12. listopadu 1890)
- 1979 – Marie Marčanová, česká překladatelka (* 3. října 1892)
- 1984 – Jan Zábrana, český básník (* 4. červen 1931)
- 1988 – Karel Tichý, československý voják a velitel výsadku Destroyer (* 2. listopadu 1904)
- 2000 – Oldřich Daněk, český dramatik, spisovatel, režisér a scenárista (* 16. ledna 1927)
- 2001 – Jiří Zdeněk Novák, spisovatel, scenárista a překladatel (* 14. října 1912)
- 2012 – Jan Grimm, český malíř (* 17. dubna 1943)
- 2013 – Ivan Kmínek, český spisovatel science fiction a chemik (* 21. července 1953)

### Svět

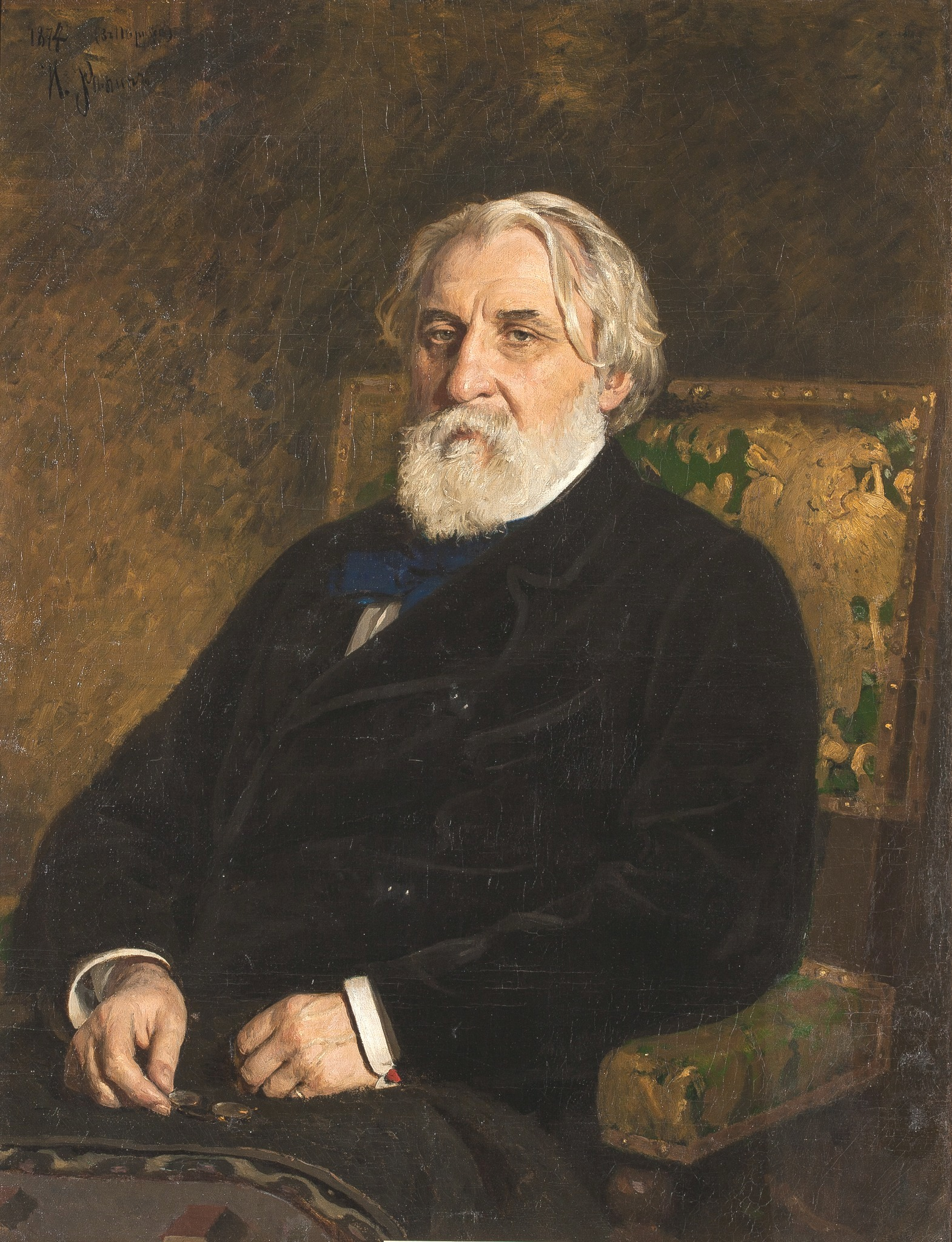
Ivan Sergejevič Turgeněv († 1883)

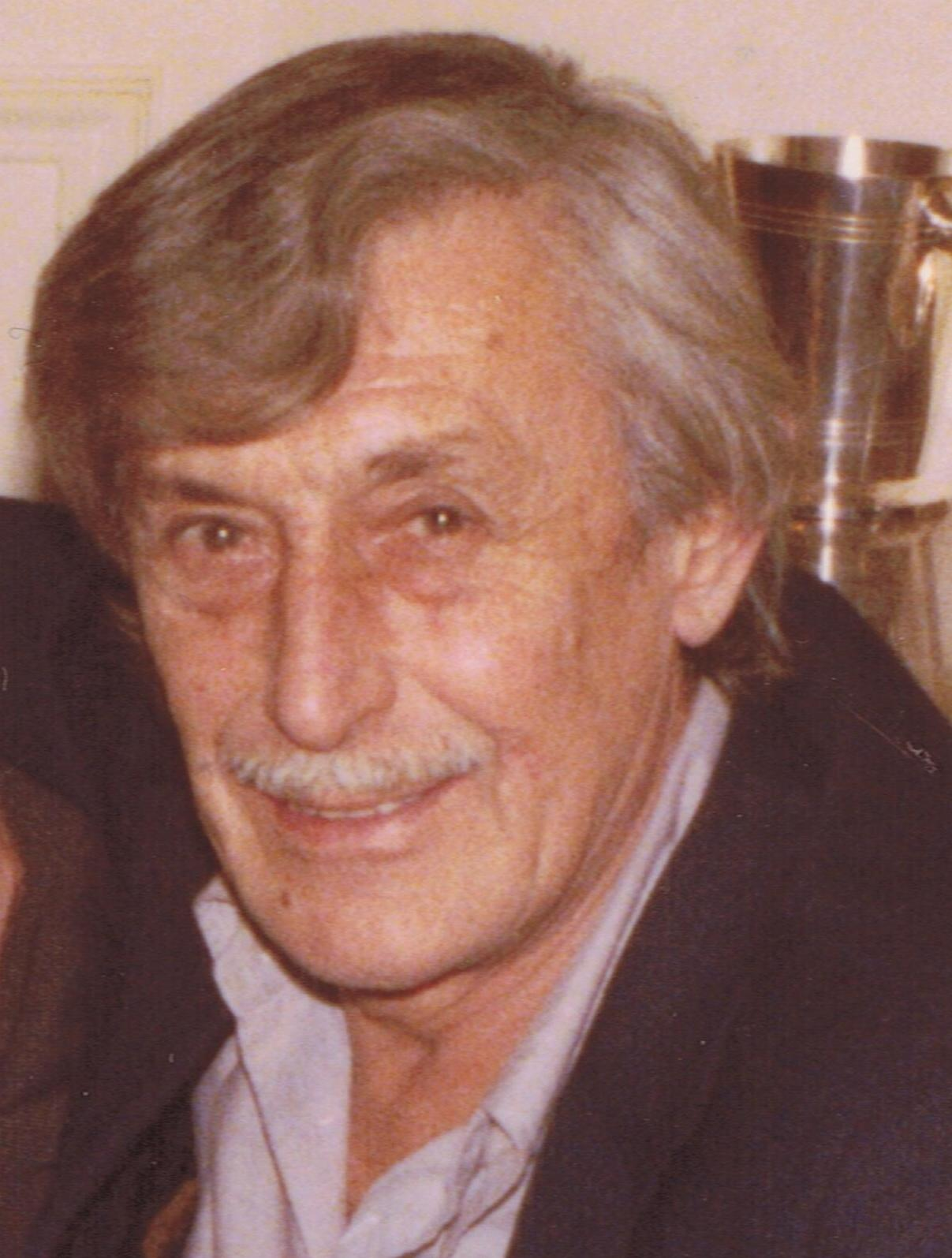
Viktor Někrasov († 1987)

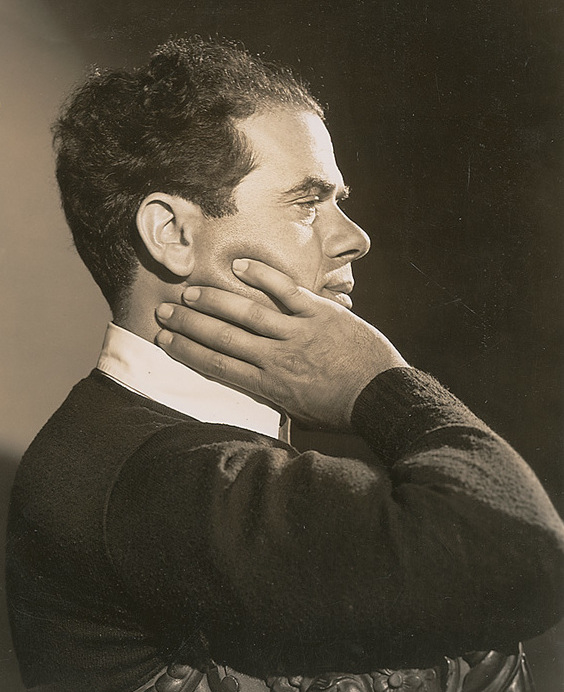
Frank Capra († 1991)

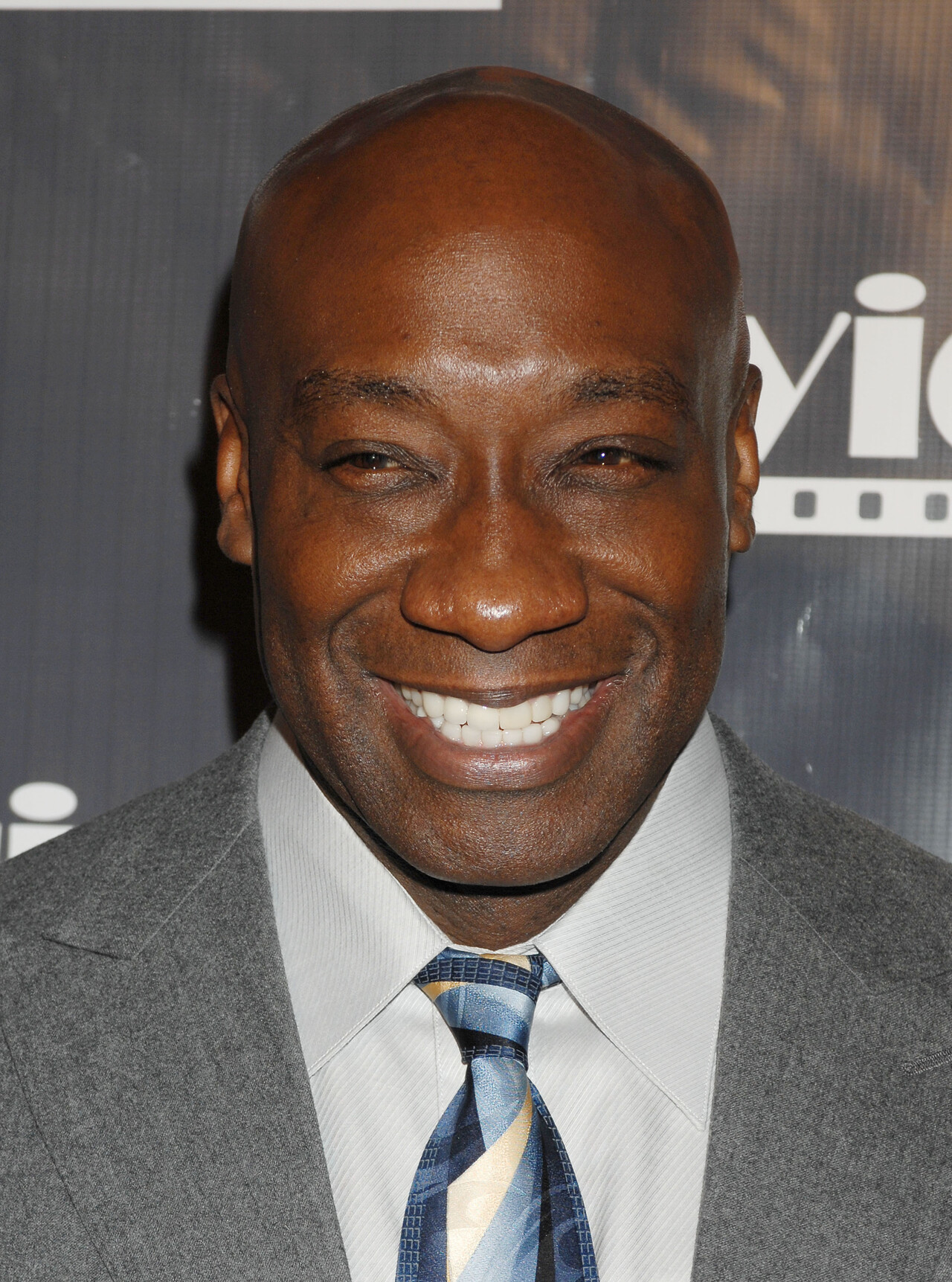
Michael Clarke Duncan († 2012)

- 1338 – Anna Lucemburská, dcera Jana Lucemburského a Elišky Přemyslovny, rakouská, štýrská a korutanská vévodkyně (* 27. března 1323)
- 1520 – Hippolit Estei, italský kardinál a arcibiskup ostřihomský a milánský (* 20. března 1479)
- 1592 – Robert Greene, anglický spisovatel (* 1558)
- 1621 – Izák Abrahamides, slovenský spisovatel (* 1557)
- 1651 – Kösem Sultan, manželka sultána Ahmeda I. (* 1590)
- 1658 – Oliver Cromwell, lord protektor Anglie, Skotska a Irska (* 25. dubna 1599)
- 1747 – Kristýna Luisa Öttingenská, brunšvicko-wolfenbüttelská vévodkyně, babička císařovny Marie Terezie (* 20. března 1671)
- 1805 – Johann Martin Abele, německý publicista a historik (* 31. března 1753)
- 1877 – Adolphe Thiers, francouzský historik (* 15. dubna 1797)
- 1881 – Marie Klementina Habsbursko-Lotrinská, dcera císaře Františka I. (* 1. března 1798)
- 1883 – Ivan Sergejevič Turgeněv, ruský spisovatel (* 9. listopadu 1818)
- 1901 – Friedrich Chrysander, německý hudební vědec (* 8. července 1826)
- 1914 – Albéric Magnard, francouzský hudební skladatel (* 9. června 1865)
- 1918 – Fanny Kaplanová, ruská politická revolucionářka (* 10. února 1890)
- 1927 – Chatanbátar Magsardžav, předseda vlády Vnějšího Mongolska (* 10. června 1877)
- 1932 – Pavlík Morozov, ruský chlapec, který udal své rodiče jako kulaky (* 14. listopadu 1918)
- 1933 – Clarice Tartufariová, italská spisovatelka (* 14. února 1868)
- 1935 – Charles J. Vopicka, českoamerický podnikatel a diplomat (*  3. listopadu 1857)
- 1939 – Edvard Westermarck, finský filosof, antropolog a sociolog (* 20. listopadu 1862)
- 1941 – Kamillo Horn, německý skladatel (* 29. prosince 1860)
- 1942 – Antonín Bořek-Dohalský, český šlechtic, kněz, arcibiskupský kancléř a člen protinacistického odboje (* 23. října 1889)
- 1944 – František Drdla, český houslista (* 28. listopadu 1868)
- 1951 – Sergej Voronoff, francouzský chirurg, průkopník v oblasti xenotransplantací (* 10. července 1866)
- 1955 – Alžběta Alexandrina Meklenbursko-Zvěřínská, oldenburská velkovévodkyně (* 10. srpna 1869)
- 1958 – Norman Kemp Smith, skotský filozof (* 1872)
- 1962 – Edward Estlin Cummings, americký básník (* 14. října 1894)
- 1963 – Frico Kafenda, slovenský hudební skladatel a pedagog (* 1883)
- 1970 – Alan Wilson, americký kytarista, člen Canned Heat (* 4. července 1943)
- 1974 – Harry Partch, americký skladatel (* 24. června 1901)
- 1982 – Carlo Alberto Dalla Chiesa, generál italských četníků (* 27. září 1920)
- 1983 – Piero Sraffa, italský ekonom (* 5. srpna 1898)
- 1985 – Jo Jones, americký bubeník (* 7. října 1911)
- 1987
  - Morton Feldman, americký hudební skladatel (* 12. ledna 1926)
  - Viktor Někrasov, ruský spisovatel (* 17. června 1911)
  - Ferdinand Čapka, slovenský architekt (* 15. srpna 1905)
- 1988 – Richard Torriani, švýcarský hokejista a sáňkař (* 1. říjen 1911)
- 1989 – Jón Trepczik, kašubský básník, učitel a překladatel (* 22. října 1907)
- 1990 – Mieczysław Fogg, polský zpěvák (* 30. května 1901)
- 1991 – Frank Capra, filmový režisér (* 1897)
- 1994 – Billy Wright, anglický fotbalista (* 6. února 1924)
- 2005 – William Rehnquist, americký státník (* 1. října 1924)
- 2007
  - Janis Martin, americká zpěvačka (* 27. března 1940)
  - Steve Fossett, americký dobrodruh a letec (* 1944)
- 2008 – Françoise Demulder, francouzská válečná fotografka (* 9. června 1947)
- 2010
  - Mike Edwards, anglický violoncellista (* 31. května 1948)
  - José Augusto Torres, portugalský fotbalista (* 8. září 1938)
- 2011
  - Finn Helgesen, norský rychlobruslař, olympijský vítěz (* 25. dubna 1919)
  - Andrzej Maria Deskur, polský kardinál (* 29. února 1924)
- 2012
  - Michael Clarke Duncan, americký herec a bývalý bodyguard (* 10. prosince 1957)
  - Son-mjong Mun, zakladatel církve moonistů a jihokorejský miliardář (* 1920)
- 2017 – John Ashbery, americký básník, kritik a redaktor (* 1927)
- 2019 – Halvard Hanevold, norský biatlonista  (* 3. prosince 1969)

## Svátky

### Svátky (Česko)
- Bronislav, Bronislava
- Branimír, Branimíra, Branislav, Branislava,
- Mansvet
- Foibe, Phoibe, Féba

### Svátky (Svět)
- Sophia
- Katar: Den nezávislosti
- San Marino: Výročí založení
- Monako: Den osvobození
- Tunisko: Den vzpomínek
- Namibie, Jihoafrická republika: Den přistěhovalců
- USA, Kanada, Guam: Labor day (Svátek práce, je-li pondělí)

| 3. září v pražském KlementinuÚdaje jsou platné k 8. 7. 2025. | 3. září v pražském KlementinuÚdaje jsou platné k 8. 7. 2025. | 3. září v pražském KlementinuÚdaje jsou platné k 8. 7. 2025. |
| minimum                                                      | denní průměr                                                 | maximum                                                      |
| ------------------------------------------------------------ | ------------------------------------------------------------ | ------------------------------------------------------------ |
| 6,2 °C (1885)                                                | 17,4 °C (od 1961)                                            | 32,7 °C (1781)                                               |